# ميغيل أنخيل بيريس
ميغيل أنخيل بيريس (بالإسبانية: Miguel Ángel Pires)‏ هو شخصية أعمال أرجنتيني، ولد في 15 ديسمبر 1970 في الأرجنتين.